# Кенсингтонский дворец
Кенсингтонский дворец (англ. Kensington Palace) — небольшой и нарочито скромный дворец в западной части Лондона. Является официальной резиденцией герцога и герцогини Глостерских (ныне принц Ричард и герцогиня Биргитта), а также герцога и герцогини Кентских (ныне принц Эдвард и герцогиня Катарина) и их детей.
Возник как пригородный особняк графа Ноттингемского. Король Вильгельм III Оранский, которому наскучили речные путешествия в отдалённый Хэмптон-корт, приобрел дворец у графа и поручил его переоборудование Кристоферу Рену. Его супруга Мария умерла в этом дворце в 1694 г., а пару лет спустя короля в Кенсингтоне посетил Пётр Первый. При королеве Анне был разбит регулярный парк площадью 30 акров и выстроена оранжерея (арх. Джон Ванбру, 1704). Первые короли Ганноверской династии считали городской Сент-Джеймсский дворец чересчур людным и жили в Кенсингтоне почти беспрерывно.
После смерти Георга II в 1760 г. дворец в основном населяли представители младших ветвей правящей династии. Именно здесь родилась королева Виктория (о чём напоминает памятник в саду). По имени дворца же названа сложная и строгая Кенсингтонская система правил, разработанных герцогиней Кентской и её управляющим сэром Джоном Конроем для воспитания будущей королевы Виктории.
Принцесса Диана официально считалась хозяйкой этого дворца с момента брака в 1981 г. до самой смерти в 1997 г.
Сейчас хозяевами дворца являются старший сын Дианы — Уильям и его супруга Кэтрин. Он стал их первой официальной резиденцией в Лондоне после свадьбы 29 апреля 2011 года, после чего королева присвоила им титул герцога и герцогини Кембриджских.